# Conyer's Green
Conyer's Green – przysiółek w Anglii, w hrabstwie Suffolk, w dystrykcie West Suffolk. Leży 36 km na północny zachód od miasta Ipswich i 106 km na północny wschód od Londynu.